# Fejescsont

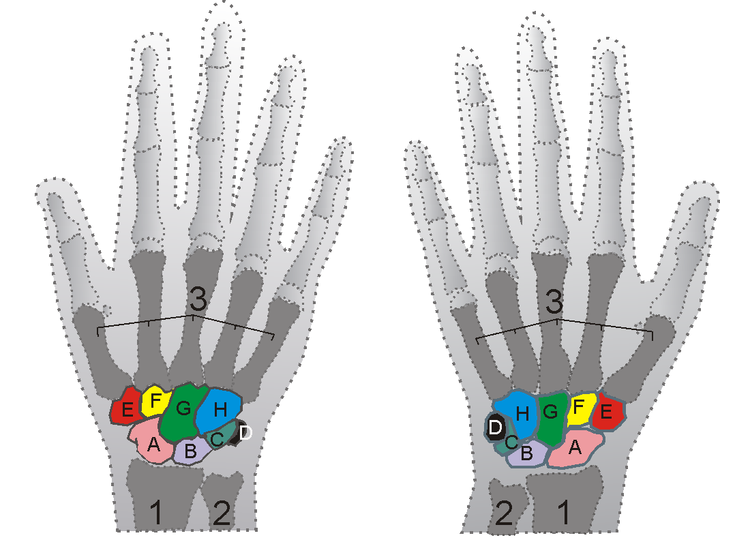
A kéz csontjai
A = Sajkacsont
B = Holdascsont
C = Háromszögletű csont
D = Borsócsont
E = Trapézcsont
F = Kis trapézcsont
G = Fejescsont
H = Horgascsont

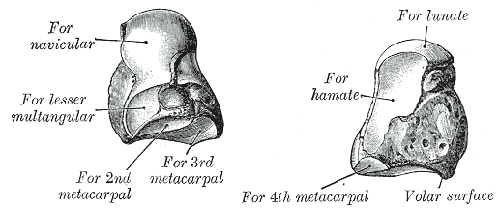
A fejescsont

A fejescsont (os capitatum) egy apró csont a csuklóban. Ez a legnagyobb a kéztőcsontok (carpus) között és a csukló közepén található. Az orsócsont (radius) felől a holdascsont (os lunatum) és a sajkacsont (os scaphoideum), oldalról a horgascsont (os hamatum) és a kis trapézcsont (os trapezoideum), az ujjal felől pedig a III. kézközépcsont fogja körbe.

## Felszínei
- A felső felszíne kerekded és sima és itt a holdascsont (os lunatum) érintkezik vele.
- Az alsó felszínét két taréj három részre osztja amiken a II. kézközépcsont, a III. kézközépcsont és a IV. kézközépcsont osztozik.
- A háti felszíne széles és durva.
- A tenyéri felszíne keskeny, kerekded és durva melyen szalagok és a hüvelykujj-közelítő izom (musculus adductor pollicis) egy része tapad.
- A külső felszín a kis trapézcsonttal (os trapezoideum) érintkezik egy kis felületen. Emögött egy durva mélyedés található melyben egy szalag tapad. Efölött egy durva mélyedés van mely a nyakat alakítja ki melyen szalagok tapadnak.
- A belső felszín a horgascsonttal (os hamatum) érintkezik egy sima, konkáv, téglalap alakú részen mely elülső és hátulsó részre oszlik. felszíne durva melyen szalagok tapadnak.